# Tipula (Lunatipula) dido
Tipula (Lunatipula) dido is een tweevleugelige uit de familie langpootmuggen (Tipulidae). De soort komt voor in het Nearctisch gebied.